# Dorsetská kultura

Mapa maximálního rozšíření kultury

Dorsetská kultura je archeologická kultura, která existovala v Arktidě před příchodem Inuitů. Jejími předchůdci byli lidé saqqaqské kultury. 

## Historie
Příslušníci této skupiny přišli do oblasti Nunavutu okolo roku 500 př. n. l. ze Sibiře. Raná fáze kultury trvala do přelomu letopočtu, střední dorset do 5. století a pak nastalo pozdní období, kdy se kultura rozšířila až do Grónska a na Labrador. Předpokládá se, že celková populace nepřesáhla čtyři tisíce lidí. Skraelingové, které popisují vikingové ve svých ságách o cestě přes Atlantik, mohli patřit právě k tomuto kulturnímu okruhu. Středověké klimatické optimum vedlo k úpadku a do roku 1500 toto etnikum v jeho životním prostoru nahradila pokročilejší kultura Thule. Inuité označovali své předchůdce výrazem Tuniit a popisovali je jako lidi velmi urostlé a silné, avšak bázlivé a nepříliš inteligentní. 
Na základě shod v materiální kultuře byla za poslední potomky dorsetské kultury považována izolovaná populace Sadlermiutů, která se na ostrovech v Hudsonově zálivu udržela až do počátku dvacátého století, kdy vymřela na nemoci zavlečené Evropany. Testy mitochondriální DNA však tento předpoklad nepotvrdily.

## Způsob života
Na rozdíl od Inuitů nelovili příslušníci dorsetské kultury kytovce ani lední medvědy, živili se převážně mroži a tuleni. Byli kočovnými lovci a sběrači, neznali luk a šípy, používali převážně harpuny s kamennými hroty. Neměli psy a saně tahali sami. V létě stavěli polozemní dlouhé domy, v zimě žili v iglú. Zpracovávali mastek, z něhož vyráběli lampy qulliq plněné tulením tukem. Vytvářeli umělecky cenné sošky z mamutoviny. O pokročilém šamanismu svědčí petroglyfy v Qajartaliku na Ungavském poloostrově, které byly navrženy na zařazení mezi Světové dědictví.
Kultura je pojmenována podle osady Cape Dorset (v roce 2020 přejmenované na Kinngait) na pobřeží Hudsonova průlivu, kde v roce 1925 nalezl Diamond Jenness první artefakty. Al Purdy věnoval tomuto ztracenému lidu báseň Lament for the Dorsets.

## Galerie

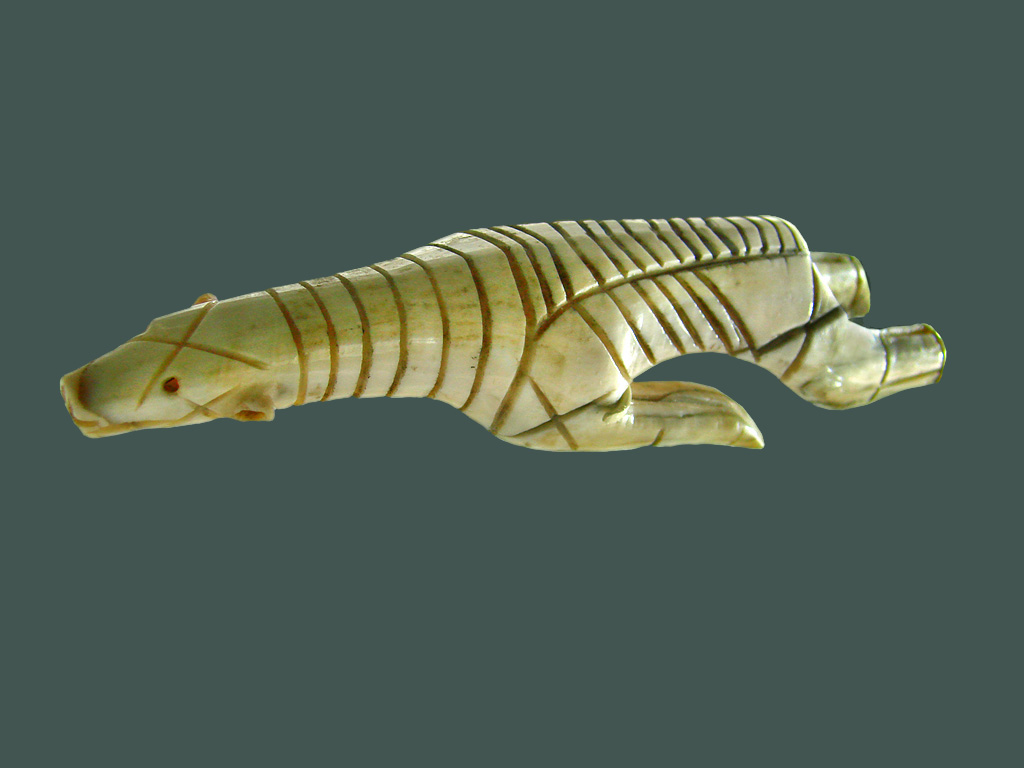
Soška ledního medvěda
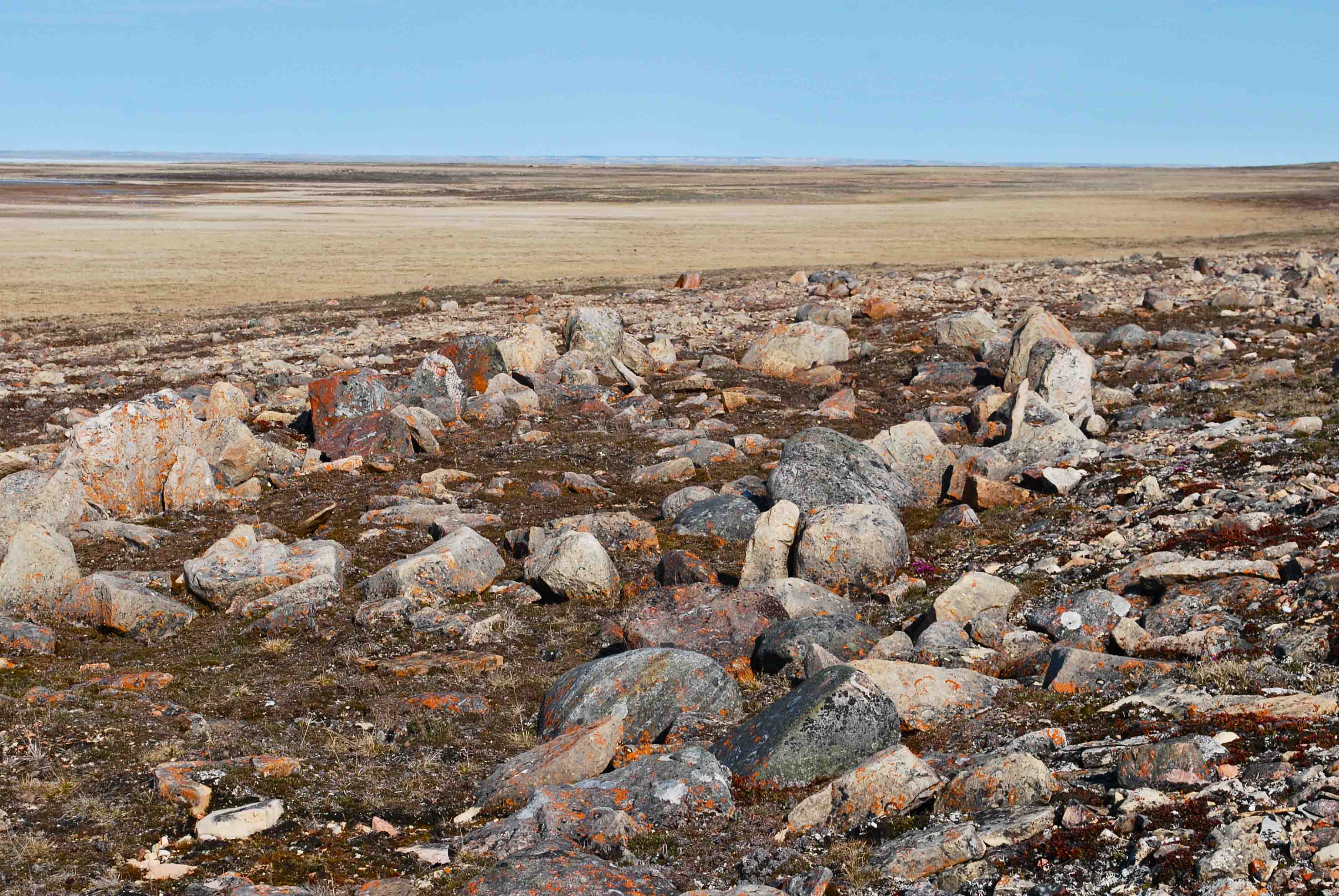
Pozůstatky dlouhého domu
Hrot harpuny